# Grand Theft Auto III (soundtrack)
De soundtrack van het computerspel Grand Theft Auto III bestaat uit negen radiostations, waarvan er acht muziek draaien en eentje een praatradiostation met praatprogramma's is. De zenders hebben elk een eigen genre en dj en draaien voornamelijk bestaande muzieknummers (soms gemixte nummers).

## Muziekstations

### Head Radio
Dj: Mike Hunt

Genre: rock, pop

Nummerlijst:
- Dil-Don't - Stripe Summer
- Whatever - Good Thing
- Craig Gray - Fade Away
- Conor & Jay - Change
- Frankie Fame - See Through You
- Scatwerk - Electronic Go Go
- Dezma - Life Is But A Mere Supply

Samenvatting: Head Radio wordt gehost door Michael Hunt (Russ Mottla) en is onderdeel van het Love Media concern. Tevens is Head Radio het meest voorkomende radiostation in de Grand Theft Auto-serie en is het de favoriete radiozender van de Diablos.

### Double Clef FM
Dj: Morgan Merryweather

Genre: klassiek

Nummerlijst:
- Wolfgang Amadeus Mozart - Non piu andrai farfallone amoroso
- Gaetano Donizetti - Chi mi frena in tal momento
- Guiseppi Verdi - Libiamo ne' lieti calici
- Wolfgang Amadeus Mozart - Finch'han del vino
- Guiseppi Verdi - La Donna E Mobile

Samenvatting: Double Clef FM wordt gehost door Morgan Merryweather (Gerry Cosgrove) en alle nummers zijn door componisten gemaakt. Opmerkelijk is dat Double Clef FM verkeerd gespeld is, het had eigenlijk Double Cleff FM moeten zijn. Double Clef FM is de favoriete radiozender van de Leone Family.

### K-Jah
Dj: Horace Walsh

Genre: reggae

Nummerlijst:
- Scientist - Dance Of The Vampires
- Scientist - The Mummy's Shroud
- Scientist - The Corpse Rises
- Scientist - Your Teeth In My Neck
- Scientist - Plague of Zombies

Samenvatting: K-Jah Radio wordt gehost door Horace Walsh, bijnaam "the Pacifist" (Herman Stephens) en draait veel reggaemuziek. De frequentie van het radiostation is, volgens de bijbehorende reclames, 103. K-Jah is de favoriete radiozender van de Yardies.
K-Jah Radio komt ook terug in GTA: San Andreas, als K-Jah Radio West.

### Rise FM
Dj: Andre The Accelerator

Genre: trance

Nummerlijst:
- Slyder - Neo (The One)
- Slyder - Score (Original Mix)
- Chris Walsh & Dave Beran - Shake (Revolt Clogrock Remix)
- Shiver - Deep Time
- R.R.D.S. - Innerbattle

Samenvatting: Rise FM wordt gehost door Andre The Accelerator (André) en draait non-stop Trancemuziek vanuit "the Planetarium". Tevens is Rise FM de naam van een bestaand internet-radiostation uit Denemarken, maar heeft verder niets te maken met dit station. Rise FM kent geen reclame en is de favoriete radiozender van de Colombian Cartel.

### Lips 106
Dj: Andee

Genre: pop

Nummerlijst:
- Fatamarse - Bump To The Music
- Marydancin - Wash Him Off
- April's in Paris - Feels Like I Just Can't Take No More
- Lucy - Forever
- Boyz 2 Girls - Pray It Goes Ok?
- Da Shootaz - Grand Theft Auto
- Funky BJs - Rubber Tip

Samenvatting: Lips 106 wordt gehost door Andee (Shelley Miller) en speelt moderne Pop muziek. Het is de favoriete zender van de Yakuza.

### Game Radio FM
Dj's: Stretch Armstrong en Lord Sear

Genre: hiphop, midwestrap

Nummerlijst:
- Reef - Scary Movies (Instrumental)
- Royce Da 5'9" - We're Live (Danger)
- Nature - Nature Freestyle
- JoJo Pellegrino - JoJo Pellegrino Freestyle
- Royce Da 5'9" (Feat. Pretty Ugly) - Spit Game
- Royce Da 5'9" - I'm The King
- Rush - Instrumental Bed 1
- Black Rob - By A Stranger
- Sean Price (Feat. Agallah) - Rising to the Top
- Rush - Instrumental Bed 2

Samenvatting: Game Radio FM wordt gehost door Stretch Armstrong en Lord Sear als henzelf. Ze voorzien Liberty City van de nodige Hiphopmuziek van redelijk bekende artiesten en is de favoriete radiozender van de Southside Hoods.

### MSX FM
Dj's: MC Codebreaker en DJ Timecode

Genre: drum-'n-bass

Nummerlijst:
Mix A
- Calyx - Quagmire
- Rascal and Klone - Get Wild
- Ryme Tyme - Judgement Day

Mix B
- Omni Trio - First Contact
- Aquasky - Spectre
- Rascal and Klone - Winner Takes All
- Ryme Tyme - T Minus
- Ncode - Spasm (Ncode zijn dezelfde artiesten als Cause 4 Concern)
- D Kay - Monolith
- TJ Rizing - Agent 007

Samenvatting: MSX FM wordt gehost door MC Codebreaker en gemixt door DJ Timecode en draait snelle drum and bass-muziek zonder reclame tussendoor. De frequentie van MSX FM wordt vermeld als 101,1 en alle nummers zijn afkomstig van het "Moving Shadow 01.1" label. MSX FM is de tweede favoriete radiozender van de Southside Hoods.

### Flashback 95.6
Dj: Toni

Genre: jarentachtigpophits

Nummerlijst:
- Paul Engemann - Push It to the Limit
- Debbie Harry - Rush Rush
- Amy Holland - She's On Fire
- Elizabeth Daily - Shake It Up
- Elizabeth Daily - I'm Hot Tonight

Samenvatting: Flashback 95.6 wordt gehost door Toni (Maria Chambers) en draait pophits uit de jaren tachtig, vandaar de naam "Flashback". Daarnaast is Toni ook als dj te horen in GTA: Vice City en GTA: Vice City Stories op Flash FM, dat zich in de jaren tachtig afspeelt. Opvallend is dat alle nummers van Flashback 95.6 ook in de film Scarface te horen zijn.

## Praatstations

### Chatterbox FM
Chatterbox FM is gehost en gemaakt door Lazlow Jones (die samen met Dan Houser ook het script schreef). Chatterbox FM is het enige radiostation in Liberty City dat geen muziek draait maar een praatprogramma heeft. Er wordt gediscussieerd, adviezen gegeven, klachten gemeld en luisteraars kunnen naar de studio bellen om vervolgens in de uitzending hun zegje te doen.

## Reclames
De grote hoeveelheid reclameadvertenties zijn geschreven door Dan Houser en Lazlow Jones (waarvan laatst genoemde ze ook heeft geproduceerd). De spots zijn net als echte reclamespots zeer overtuigend door de typische marketing clichés en trucs die zijn toegepast. Verscheidene advertenties vermelden telefoonnummers en websites die leiden naar de Rockstar Games-site. Sommige reclames zijn wat gedetailleerder en leiden naar een zogenaamde "teasersite" van Rockstar, bijvoorbeeld de Petsovernight.com advertentie. Ook zijn veel advertenties een parodie op dingen uit het echte leven.
De volgende advertenties komen in het spel voor:
- Dormatron - Een uitvinding die calorieën verbrandt, door ledematen te bewegen die aan een machine zijn bevestigd, terwijl de persoon in kwestie slaapt. De exacte betekenis van het onderwerp wordt niet duidelijk maar wel dat het iets te maken heeft met een vorm van bdsm uit GTA: Liberty City Stories. Parodiërend op bestaande afslankmiddelen waarvan de werking nooit is bewezen of geconstateerd.
- Equanox - (vaak incorrect gespeld 'Equinox') Energie pillen van de "Zaibatsu Pharmaceuticals", met een lange lijst van bijwerkingen. Een parodie op No-Doz en andere gevaarlijke genezingsmiddelen. De naam schijnt een samenvoegsel te zijn van 'Equus' (wat 'Paard' betekent) en 'Nox' (wat 'Slaap' betekent), wat er op duidt dat het product een paardenkalmeersmiddel is. Zaibatsu komt vaker voor in de GTA-reeks, in Grand Theft Auto 2 adverteert enveneens met een geneesmiddel, niet te verwarren met Maibatsu, een fictieve autofabrikant die parodieert op bestaande Japanse autofabrikanten.
- Eris Running Shoes - Een parodie op Nike's controversiële delocalisering en arbeidspraktijken (Eris is, net als Nike, een Griekse godin). In dit bedrijf worden sportschoenen gefabriceerd door kinderen ("It's fun! We get to play with knives!", "Yesterday, I made a dollar!" "My friend Joey sewed his hands together!"). Eris komt in GTA: San Andreas terug als een kledingmerk, waar het z'n reputatie verder promoot.
- Fernando's New Beginnings - "Een revolutionaire nieuwe manier om uw huwelijk te behouden" wat verder verklaard wordt tijdens Fernando's lezing op Chatterbox FM.
- Liberty City Survivor - Een reality show met "20 recent veroordeelde mannen... uitgerust met granaatwerpers en vlammenwerpers". Ze moeten elkaar afslachten totdat er één winnaar overblijft. Parodie op bestaande reality televisieprogramma's zoals een extreme versie van Fear Factor. Tevens refereert Liberty City Survivor naar een geplande maar geannuleerde multiplayer-functie voor GTA III. Later kwam Liberty City Survivor toch als een van de speelwijzen voor in de multiplayer-functie van GTA: Liberty City Stories.
- Maibatsu Monstrosity - Een extreem groot Sports Utility Vehicle ("It's so big; we lost little Joey in the back and couldn't find him for an hour") met een zeer kleine actieradius ("So what if it only does two mile to the gallon, I'm a mom, not a conservationist"). De Liberty Tree vermeldt dat er in de jaren 90 met het prototype gewonden zijn gevallen. Het is een parodie op de opkomende markt voor deze SUV wagens in de jaren '00. Ook staat er een advertentie in de Liberty Tree van de Maibatsu Monstrosity die een grotere Landstalker (een van de terreinwagens uit GTA III) onthult.
- Petsovernight.com - Een .com waar huisdieren (inclusief exotische) op besteld kunnen worden die vervolgens aan huis worden afgeleverd. Het is een parodie op de sterk populair wordende .com-sites rond de tijd van de verschijning van GTA III. De slogan van Petsovernight.com die veelal te horen is luidt: "Delivering little bundles of love.. in a box.. directly to your door."
- Pogo the Monkey - Een game voor een spelcomputer waar de speler speelt als een aap met een bananen kanon die wetenschappers aanvalt en edelstenen steelt. Pogo's doel aan het eind van het spel is het Witte Huis overnemen en president van de Verenigde Staten te worden. De radioadvertenties zijn een parodie op het verhandelen van de populaire platformspellen met 'gemuteerde' personages zoals Crash Bandicoot en vergelijkbare spellen. Een neppe arcade-versie van Pogo the Monkey is terug te vinden op verschillende plekken in Vice City.
- Rakin & Ponzer - Bespotting van de compensatiecultuur, reclames over de commerciële drang om iedereen voor van alles en nog te vervolgen. In het eerste onderwerp wordt verzekeringsfraude aangemoedigd.
- The House of Tomorrow - Een ICT-specialist die hightech elektronica promoot zoals 3D virtuele werkelijkheids helmen waarvan de nuttigheid betwijfeld wordt binnen de digitale wereld. Een parodie op bestaande detailhandelaren van vergelijkbare producten.
- The Medieval Millennium Fair - Een renaissance-markt die elk weekend plaatsvindt in het Liberty City Park. Er worden toverspreuken, geneeskrachtige drankjes en andere middeleeuwse attributen verkocht.

De reclames zijn ingesproken door: Stephanie Roy, Gerry Cosgrove, Sean Lynch, Lazlow, Alex Anthony, Jonathan Hanst, Chris Silvestro, Jeff Berlin, Shelley Miller, Ron Reeve, Maria Chambers, Alana Silvestro, Alice Saltzman, Dan Houser, Frank Chavez, Craig Olivo en Laura Bykowski.

## Trivia

### Niet selecteerbare stations
Er zijn een aantal advertenties van onbekend radiozenders op posters en aanplakborden te vinden in Liberty City, deze zenders zijn niet beschikbaar tijdens het spelen van GTA III. Deze zenders zijn: Liberty FM, WLLC ‘The Zone’ en Liberty Soul FM. Het is niet duidelijk of deze stations gewoon gebruikt als posters of als geplande radiostations die geannuleerd werden tijdens de ontwikkeling van het spel.
Een ander mogelijk niet selecteerbaar radiostation in Liberty City is Orbit FM, maar aangezien in de handleiding van het spel de correcte naam vermeld staat als OR-Bit hoeft dit geen radiozender te zijn. Omdat hier geen 'FM' afkorting achter staat is dit geen bewijsmateriaal dat dit een radiostation zou kunnen zijn.

### Verwijderd materiaal
Op Flashback FM vertelt Toni dat ze geslapen heeft met een band in een toerbus, maar de naam van de band is er in het spel uitgeknipt. Op de officiële GTA III-site is een volledige versie inbegrepen bij een korte stream demo van het station, hier wordt duidelijk dat het om de band Duran Duran gaat.

### Teasersites van Rockstar
- (en) PetsOvernight.com
- (en) Pogo the Monkey
- (en) Dormatron
- (en) Lips 106
- (en) Game Radio
- (en) MSX FM